# Heinkel HD 43
Die Heinkel HD 43 ist ein Ende der 1920er Jahre von den Ernst Heinkel Flugzeugwerken in Warnemünde produziertes Jagdflugzeug.

## Entwicklung
Die HD 43 wurde als Weiterentwicklung der HD 37 von 1928 entworfen. Die HD 37 war von den sowjetischen Luftstreitkräften in Auftrag gegeben worden und sollte deren zukünftiger Standardjäger werden. Eine Lizenzfertigung befand sich bereits in der Planungsphase, als es während der Erprobung in der UdSSR zu einem Zwischenfall kam. Bei einem Testflug am 20. Juli 1928 geriet der Pilot W. O. Pissarenko mit dem ersten der beiden gelieferten Prototypen ins Trudeln, bekam das Flugzeug nicht mehr unter Kontrolle und musste mit dem Fallschirm abspringen. Zwar konnten die Tests von einem Piloten der Heinkel-Werke mit der verbliebenen HD 37 erfolgreich beendet werden, doch wurde im Abschlussbericht bemängelt, dass das Flugzeug in einigen Fällen nur schwer aus dem Trudeln herauszubringen sei. Daraufhin reiste eine sowjetische Delegation unter der Leitung von Jakow Alksnis im Januar 1929 nach Warnemünde und gab einige Modernisierungen in Auftrag, die zur Verbesserung der Flugeigenschaften führen sollten. Als Reaktion wurde die HD 37 überarbeitet; die Änderungen betrafen das Flügelprofil, das Flächenverhältnis von Ober- zu Unterflügel sowie die Konstruktion des Fahr- und Leitwerks. Es wurden zwei als HD 43a benannte Exemplare mit den Werknummern 326 und 327 gebaut, die noch im gleichen Jahr von dem schwedischen Militärpiloten Nils Söderberg, der auch schon die HD 37 probegeflogen und von Ernst Heinkel extra engagiert worden war, getestet. Das genaue Datum des Erstflugs ist nicht bekannt, doch wurde die HD 43 bereits am 3. August 1929 von Walter Hagen, einem Piloten der Travemünder Erprobungsstelle See, beim Warnemünder Flugtag mit einem Kunstflugprogramm öffentlich vorgeführt.
Die beiden Flugzeuge wurden nachfolgend verschickt und trafen zum Ende des Jahres in der Sowjetunion ein. Die Flugerprobung beim Forschungsinstitut der Luftstreitkräfte (NII WWS) in Moskau begann im Januar 1930 und wurde abermals von W. O. Pissarenko durchgeführt. Nach deren Beendigung im Folgemonat stellte sich bei der Auswertung überraschenderweise heraus, dass sich die Flugeigenschaften aufgrund der Modernisierungen im Vergleich zur HD 37 verschlechtert hatten. Das Oberkommando der sowjetischen Luftstreitkräfte traf deshalb die Entscheidung, die HD 43 abzulehnen und, wie anfangs schon vorgesehen, stattdessen das Ausgangsmuster für die Serienproduktion freizugeben.
Bei Heinkel wurden unterdessen im Jahr 1930 noch zwei weitere als HD 43b bezeichnete Flugzeuge mit den Werknummern 344 und 345 produziert. Sie wurden zum Stückpreis von 80.000 Reichsmark nach Siam verkauft und ab 1931 als Bin Khap Lai Typ 8 bzw. später als Typ 15 in dessen Luftstreitkräften eingesetzt.

## Aufbau
Die HD 43 ist ein verspannter, einstieliger Doppeldecker in Gemischtbauweise.
Rumpf
Der Rumpf ist im Gegensatz zur HD 37 schlanker und besitzt einen geringeren, aber ebenfalls rechteckigen Querschnitt mit gewölbter Oberseite. Er besteht aus einem von vier Längsholmen und eingeschweißten Spanten gebildeten Stahlrohrgerüst und läuft in einer senkrechten Schneide aus. Im vorderen Teil diagonal eingesetzte Verstrebungen bestehen aus Stahlrohr, im restlichen Rumpf aus Stahldraht. Vom Bug bis zur Pilotenkabine besteht die Verkleidung aus Aluminium, dahinter aus Stoff und teilweise aus Sperrholz. Hinter dem Motorträger befindet sich ein Brandschott aus Stahlblech, dahinter befindet sich zwischen Triebwerk und Pilotenkabine der Haupttank mit 260 l Fassungsvermögen. Der zum Cockpit hin ansteigende „Kamelhöcker“-Rumpf der HD 37 wurde bei der HD 43 flacher gehalten wie auch die hinter dem Cockpit abfallende Rumpfoberseite.
Tragwerk
Die Tragflügel unterschiedlicher Spannweite sind stark gestaffelt, leicht V-förmig, durch N-Streben verbunden und mit Profildraht verspannt. Sie sind rechteckig bei gleichbleibender Tiefe mit Randbögen am Abschluss ausgeführt. Das Gerüst bilden zwei hölzerne Kastenholme mit Gurten aus Kiefern- und Stegen aus Sperrholz. Sperrholz wird auch für die Beplankung der Flügelunterseite zwischen den Holmen verwendet. Die restliche Verkleidung besteht aus Stoff. Der Oberflügel, in dem sich zwei zusätzliche Falltanks mit je 65 l befinden, ist durch einen Baldachin mit dem Rumpf verbunden, der Unterflügel besitzt Anschlüsse am Rumpfuntergurt.
Leitwerk
Das Leitwerk und sämtliche Ruder werden aus einem stoffbespannten Stahlrohrrahmen gebildet. Die Seitenflosse ist freistehend angeordnet, die Höhenflosse mit I-Stielen zum Rumpf hin abgestrebt und im Flug verstellbar. Querruder befinden sich sowohl im Ober- als auch Unterflügel.
Fahrwerk
Das Hauptradfahrwerk ist nicht einziehbar und durch V-Streben am Rumpf befestigt. Es verfügt über geteilte Achsen mit ölgedämpfter Druckgummifederung in den vorderen Druckstreben. Am Heck befindet sich ein gefederter Schleifsporn.

## Technische Daten
| Kenngröße                                                         | Daten |
| ----------------------------------------------------------------- | --- |
| Besatzung                                                         | 1 |
| Spannweite                                                        | oben 10,0 m unten 8,0 m                                                                                        |
| Länge                                                             | 7,1 m |
| Höhe                                                              | 3,35 m |
| Flügelfläche                                                      | 26,56 m² |
| Rüstmasse                                                         | 1220 kg |
| Zuladung                                                          | 420 kg |
| Startmasse                                                        | 1640 kg |
| Antrieb                                                           | ein flüssigkeitsgekühlter Zwölfzylinder-Viertakt-V-Motor mit starrer Zweiblatt-Holzluftschraube                |
| Typ                                                               | BMW VI 7,3Z |
| Startleistung Kampf- und Steigleistung Nennleistung Dauerleistung | 750 PS (552 kW) 750 PS (552 kW) am Boden/in 1000 m 650 PS (478 kW) am Boden/in 1000 m 500 PS (368 kW) in 700 m |
| Höchstgeschwindigkeit                                             | 322 km/h in Bodennähe                                                                                          |
| Marschgeschwindigkeit                                             | 290 km/h |
| Landegeschwindigkeit                                              | 95 km/h |
| Steigzeit                                                         | 1,12 min auf 1000 m 4,54 min auf 3000 m 9,24 min auf 5000 m 12,0 min auf 6000 m                                |
| Dienstgipfelhöhe                                                  | 8400 m |
| Bewaffnung                                                        | zwei starre, synchronisierte Maschinengewehre                                                                  |